# ホンダ・VTR1000 SP-1/2
ホンダ・VTR1000 SP-1/2(ブイティーアールせんエスピーワン/ツー)は本田技研工業が販売していた、水冷4ストロークV型2気筒999ccエンジン搭載の輸出向けオートバイである。また本車をベースマシンとしたレース車の解説も行う。
なお、北米(カナダ)仕様では商品ラインナップ上ではRVF/RC45の後継機種であったためRC51という名称で販売されていたが、正式な車名はRVT1000Rであり、実際の型式はSC45である。また本車は公道向けモデルの日本におけるディーラー正規販売がされなかったため、日本国内で流通する車体は欧州地域・豪州仕様のVTR1000SP-1/2もしくは北米(カナダ)仕様のRVT1000R(RC51)のみとなる。また、SBK(FIMスーパーバイク世界選手権)及び、車両規定を準拠させていたEWC(FIM世界耐久選手権)、AMAスーパーバイク選手権や全日本ロードレース選手権スーパーバイククラスへの参戦規定をクリアするためのホモロゲーションマシンとしての側面が非常に強く生産台数が少ないため日本国内市場での流通台数は極端に少ない。

## 概要
本田技研工業が、RVF/RC45に替わるSBK用の出場車両(ホモロゲーションマシン)として開発したモデルである。
公道モデルの企画段階から、HRCのRVF/RC45の後継レース用ワークスマシン(VTR1000 SPW)としてのプロジェクトが最初から組まれ、レーシングマシン開発・運用を専門とするHRCと、市販車モデルの研究開発を行う本田技研朝霞研究所が共同開発を行うという初の試みがなされた。基本的にはレーシングマシンとしてHRCが設計開発を行い、その後に公道走行に必要な保安部品の取り付けを含めた設計を本田技研朝霞研究所で行うと言った手法で開発を行った。
そもそもホンダが新しいレースマシンにRVF/RC45までレースで使用していて熟成が進んでいたV型4気筒(V4)エンジンではなくV型2気筒(Vツイン)エンジンを選んだの理由としてはSP-1モデル開発当時のSBKのレギュレーションによるところが大きいとされている。
- 当時のSBKレギュレーション上のエンジン気筒数に対する排気量制限は、4気筒車は750ccまで、3気筒車は900ccまでといった制限に対し、2気筒車では1,000ccまでといった内容であった。
  - それまでバンク角90°V型2気筒(Lツイン)エンジン車両で参戦していたドゥカティ、1999年からバンク角60°Vツインエンジン搭載車のRSV mile SPで参戦を開始したアプリリアに対し、ホンダを含めた4気筒エンジン搭載車両参戦メーカーは苦戦を強いられており、2気筒エンジン搭載車両との排気量差が覆し難いものであったこと。
- V4エンジン搭載車両と比べ、SBKレギュレーション上における車重の更なる軽量化と構造の簡素化が図れること。
- VFシリーズから始まり長い間熟成してきたV4エンジンの開発の限界を迎えつつあったこと。
  - 90°Vツイン(Lツイン)を採用するドゥカティ、60°Vツインを採用したアプリリアの影響[1]。

などがあげられる。
SP-1ではダイヤモンド形状アルミツインチューブフレームにトラスを組み合わせた剛性の高いフレームを採用したが、逆に硬すぎてこのままでは扱いにくかったため、SP-2でフレームを改良し適度なしなりを持たせることになった。また、開発は1998年に始まった事を、アーロン・スライトは自身のインスタグラムに投稿している。当初カウルはNSR500の物を流用していた。
なお、SBKのエンジン気筒数あたりの排気量制限のレギュレーションは2003年に改訂され、4気筒エンジン搭載車でもエンジン排気量上限が1,000ccとなったため、2004年からホンダはCBR1000RRW(SC57)で出場している。
なお、当車のエンジンはFBモンディアルのピエガに供給されていた。

## モデル一覧

### SP-1(前期型)
2000年1月発売 - RVF/RC45の後継機種としてVTR1000FがベースとされているVツインエンジン(※ベースとはされてはいるもののVTR1000Fがボア98mm×ストローク66mmだったのに対し、SP-1ではボア100mm×ストローク63.6mmと全くの別物エンジンであり共通なのはバンク角が90°であるという点のみ)をHRCが完全レース専用に改良したエンジンを載せたVTR1000SP‐1を市場及びレースに投入。日本国内では正規販売されず輸出モデルのみの設定。国内で流通している公道用車両はすべてが逆輸入車である。VTR1000Fがベースとされてはいるが細部に至るまで全くの別物のオートバイである。
- 高剛性のダイヤモンド形状アルミツインチューブフレーム
- 190幅タイヤを装着させるために合わせたリアホイールリム幅の増大(5.5→6.0)
- パイプ径43mmのSHOWA製倒立フォークの採用
- ディスク径320mmのフローティングブレーキディスクの採用
- 電子制御式燃料噴射装置(PGM-Fi)の採用
- カムギアトレーン駆動への変更(ベースとされるVTR1000FのSC36Eエンジンはカムチェーン駆動)
- アッパーケース一体型ニカジルメッキシリンダー(ベースとされるVTR1000FのSC36E型エンジンでは鋳鉄シリンダー)
- バタフライ開閉式を採用した前方エアスクープ(バタフライは吸気騒音対策で低速時と高速時で吸気口面積を変更)であるラムエア加圧システムの導入
- ホンダ製のオートバイとしてイリジウムスパークプラグをメーカー純正プラグとして初採用[3]
- デジタル式タコメーター＆スピードメーター
- プレミアム(ハイオク)ガソリン仕様
- レース用HRCキットの販売

軽量化は意識しているもののレースユースを前提のために剛性と装備を優先しているため、車体重量がベースとされるVTR1000Fの193Kgよりも重い200Kgになっている。エンジン出力は93PSから133PSへ向上され、最大トルクも8.7kgf·mから10.7kgf·mに上がっており、最大トルク発生回転数が7000rpmから8000rpmへと一気に上がっているため特性としては高回転型エンジンである。フライホイールマスも小さく、2500rpm以下ではスナッチが起きるため日常用途では若干の扱いにくさはあるが、他メーカーの大型Vツインや単気筒のスポーツエンジンとしては普通のレベルであり、レーシングエンジンとしては非常に扱いやすい部類である(一見扱いやすそうに思えるヤマハ・SR500でも2500rpm以下はスナッチが起きて扱いにくい)。
Vツインエンジン搭載車のためスリムな車体を一般的にイメージしがちであるが、4気筒と大差ないほど大柄な車体である。ライバルであるドゥカティとは対照的で、ドゥカティが一般向け商品としてのスタイルも重視していることに対して、VTR1000SP-1/2はあくまでもレースで勝つためだけに開発された車両のため、一般向け商品としてのスタイルやスリムさは追っていない。
ただスタイルは大柄だがハンドルポジションやステップの左右距離などはやや短めで、全体的なポジション自体はスリムである。ハンドル位置が同時期の他ラインナップされている通常の市販車より40mm程度低く非常にスパルタンな姿勢であり、ほぼレーサーそのものである。同社の市販スーパースポーツやレーサーレプリカの中では最も前傾を強いられるものであり、さすがにこのモデルより後のオートバイ(CBR1000RRなど)ではポジション設定が緩くなっていたが、20年後(2020年)に発売されたCBR1000RR-R(SC82)でほぼ同様なポジションが採用されている点が非常に興味深い。
一般的なVツインエンジンのレイアウト特性上スイングアームが短くなりがちであるが、エンジン角度を立ち上げ搭載位置をかなり上方にすることにより一定のスイングアーム長を確保している。弊害として車体重心が高くなり、エアボックスを挟んで燃料スペースが車体最上方に追いやられたため低速での安定性に欠けるものとなった。燃料の増減によって走行感が大きく変わるほど極端な上下重量配分であり、重心の高さから低速を多用する公道での走行や引き回し時には細心の注意が必要である。基本的に車体はレースユース前提で設計が行われているためにハンドル切れ角も極端に少ないため、公道でのUターンや路地の鋭角コーナーの走行はまず出来ないと思った方がよい。車体構成と重心、切れ角が無いと言った点はSP-2でも共通であり、「SP-2は普通のバイクになった」と表現されることがあるが一般ライダーが普通に使えるといえるものではない。
電子制御式燃料噴射装置(PGM-Fi)が採用されているものの、O2センサを使ったフィードバック制御(ノックバック制御、リアルタイム空燃比制御)はなく、スロットル開度・エンジン回転数・空気圧センサによるシンプルな制御になっている。またラムエア加圧を狙ったエアインテークのため、エアインテーク入り口にも空気圧センサを配置してラムエア加圧時の燃料噴射量を補正している。オートチョークシステムは搭載されておらずキャブレター車のように手動チョーク(スターター形式)方式で、チョーク中のアイドルアップはあるが冬場は始動に若干の技術が必要な場合がある(※アイドルアジャスターは右サイドカウル内にあるが普段は操作できない位置のため、キャブレター車と同様の行程でチョークを戻した後しばらくはアクセル操作でのアイドルアップが必要になる)。
またSP-1においては燃調セッティングに特徴があり、工場出荷時の燃調セッティングがかなり濃い目の仕様となっている。これはエンジンの冷却目的だけではなく、レース用ホモロゲーションマシンという立ち位置からユーザーがマフラーを交換することを見越したものと見られる。実際にHRCキットに内包のアクラポビッチ(Akrapovič)製レース用フルエキゾーストマフラーを装着すると全天候で不満が出ない程度にセッティングが出るようになっている。(HRCキット及びHRCレースベース車両にも専用ECUがあるが、燃調セッティングを少し追い込んだ程度で公道車両用ECUとセッティング差は大きくなく、主にHRC製タコメーターを動かすことを目的としている。公道仕様車用ECUと物理互換性はない。)先に述べたようにもある通りVTR1000 SP-1/2に搭載されたPGM-FiはO2センサによるフィードバック制御を持たないため排気系の微細な変更でも大きくセッティングアウトを起こすため、安全面と体感面を見て濃い目で出荷されているようである。
実燃費はリッタークラスのオートバイしては「非常に悪い」部類に入る。通常の公道使用ではエンジンを回さなくともおよそ8.5〜10km/L、良くても14km/Lである。SP-2で若干改善されたがそれでも+1〜2km/L程度である。ユーザーレポートではこれよりも1割程度良い数字が挙がることがあるが、装備されているデジタルメーターの上方への誤差が1割程度と大きめのためである。GPSや社外メーターで補正すると概ね記述した数値となる。また、レギュラーガソリン仕様ではなくプレミアムガソリン(ハイオク)仕様のため燃料費が割高になる点も考慮すべきである。先述の通りフィードバック制御がないためレギュラーガソリンを間違えて入れてしまった際の車両側の応急的な燃料補正機能(燃油セーフ機能)がないことにも注意が必要である。

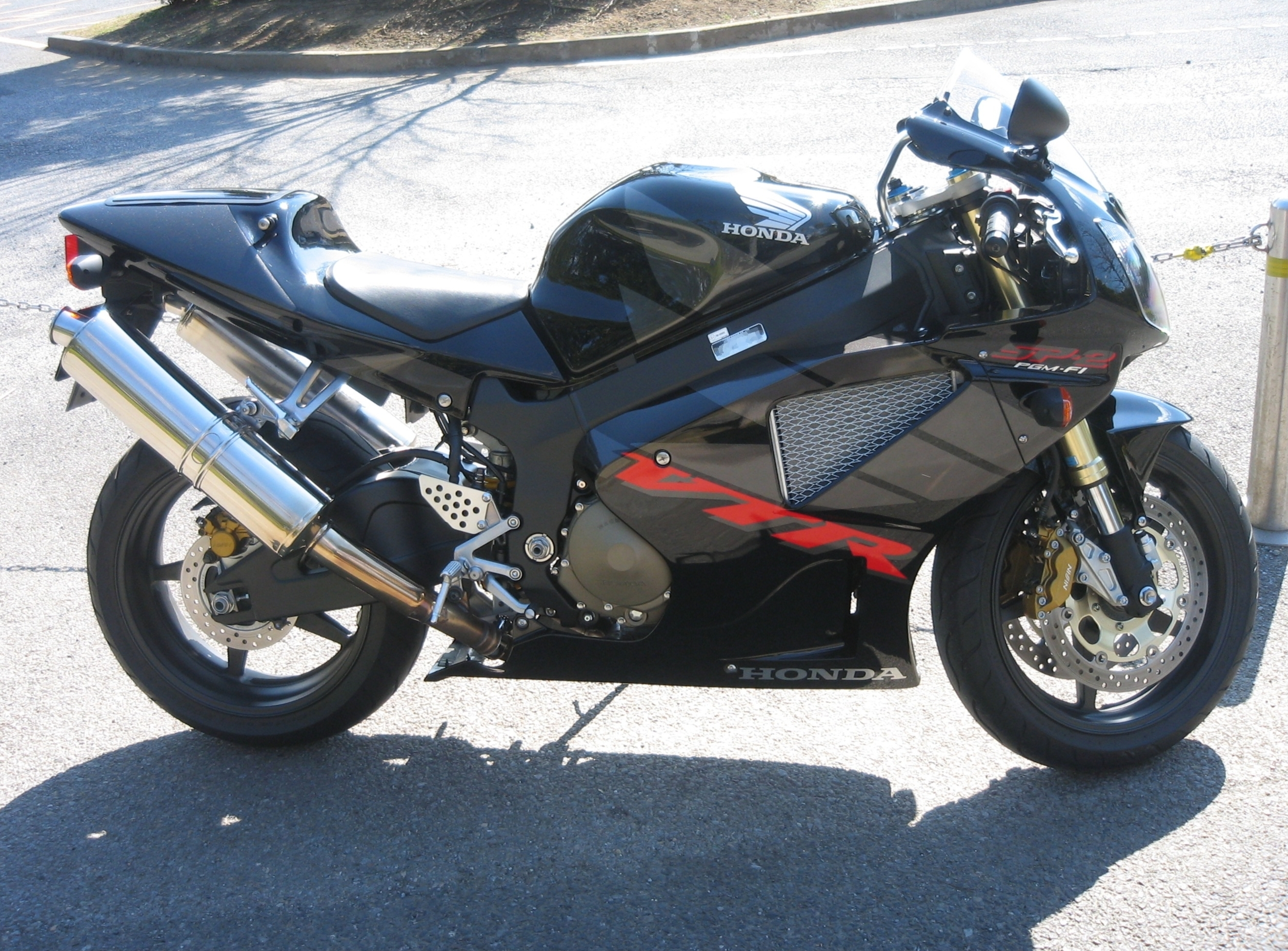
VTR1000 SP-2 2006年モデル

### SP-2(後期型)
2002年7月発売 - 初代をベースに軽量化やフレームなどに改良を加えた車輌。各部を更に煮詰めたモデルチェンジを行う現行車にはない貴重なホモロゲーションマシン。
主な変更点は以下のとおり。
- ヘッドの排気ポート形状変更(真円→D型)
- 浸炭ナットレスコンロッドの採用[4]
- スイングアーム形状変更に伴いエキゾーストパイプの取り回しを変更
  - エキゾーストパイプの集合形状を2-1-2から「2-2をベースにして中間部分で双方が干渉する方式」へと変更(つまり集合しない)
- フレームのステムシャフトアッパーベアリングの大径化
- フロントフォークの軽量化と全長とストローク量の短縮、全長短縮に伴うトリプルツリー・ステム・アンダーブラケット部の設計変更
- スイングアームピボットシャフトの小径化
- エンジンハンガーおよびスイングアームがプレス成型となった
- 前後ホイールのスポーク形状の変更
- オイルクーラーの位置変更とラジエターファンを左右に搭載することで公道での冷却性能が若干向上
- アッパーカウルステーを鉄製からアルミ製に変更
- スロットルボディのサイズを54mmから62mmへ大型化
- 燃調の最適化による燃費の若干の改善(公道用としての最適化だが、それでも公道実燃費は12Km/L程度)
- 車体重量で約5Kgの軽量化
- シートレールを直線形状から曲線形状に変更
- PGM-Fiユニットをシート真下からリヤブレーキリザーバータンク真上へ移動
- フロントブレーキホースを一部強化
- フロントブレーキキャリパーのピストン径を変更
- ステアリングダンパー取り付け用のボスをメインフレーム左側に追加
- リヤサスペンションのリザーブタンクの位置変更
- リヤサスペンションの圧側減衰ノッチ数の変更
- ナンバープレートホルダーのデザイン変更

カラーリングパターンも変更され、SP-1は赤ベースだったが、SP-2は白ベース(WSBコーリン・エドワーズ仕様)となり、2005年モデルより黒色のカラーパターン、フレームはブラック塗装に変更された。
また、2002年1月にはホンダ側がオーストラリア仕様のSP-2をベースにしたレースベース車を主にMFJ・JSB1000クラスへの参戦チームを販売ターゲットにして日本国内にて正規販売した。販売価格は849,000円であった。しかしSBKやJSB1000のレギュレーション改定により販売は振るわず僅か10台に終わった。
2004年に、つや消しアルミニウムフレームとスイングアーム、ステッカーキット、フロントアッパーフェアリングとテールフェアリングの白いナンバープレートホルダーを装備したニッキー・ヘイデンエディションを発売した。

### RVT1000R(RC51)

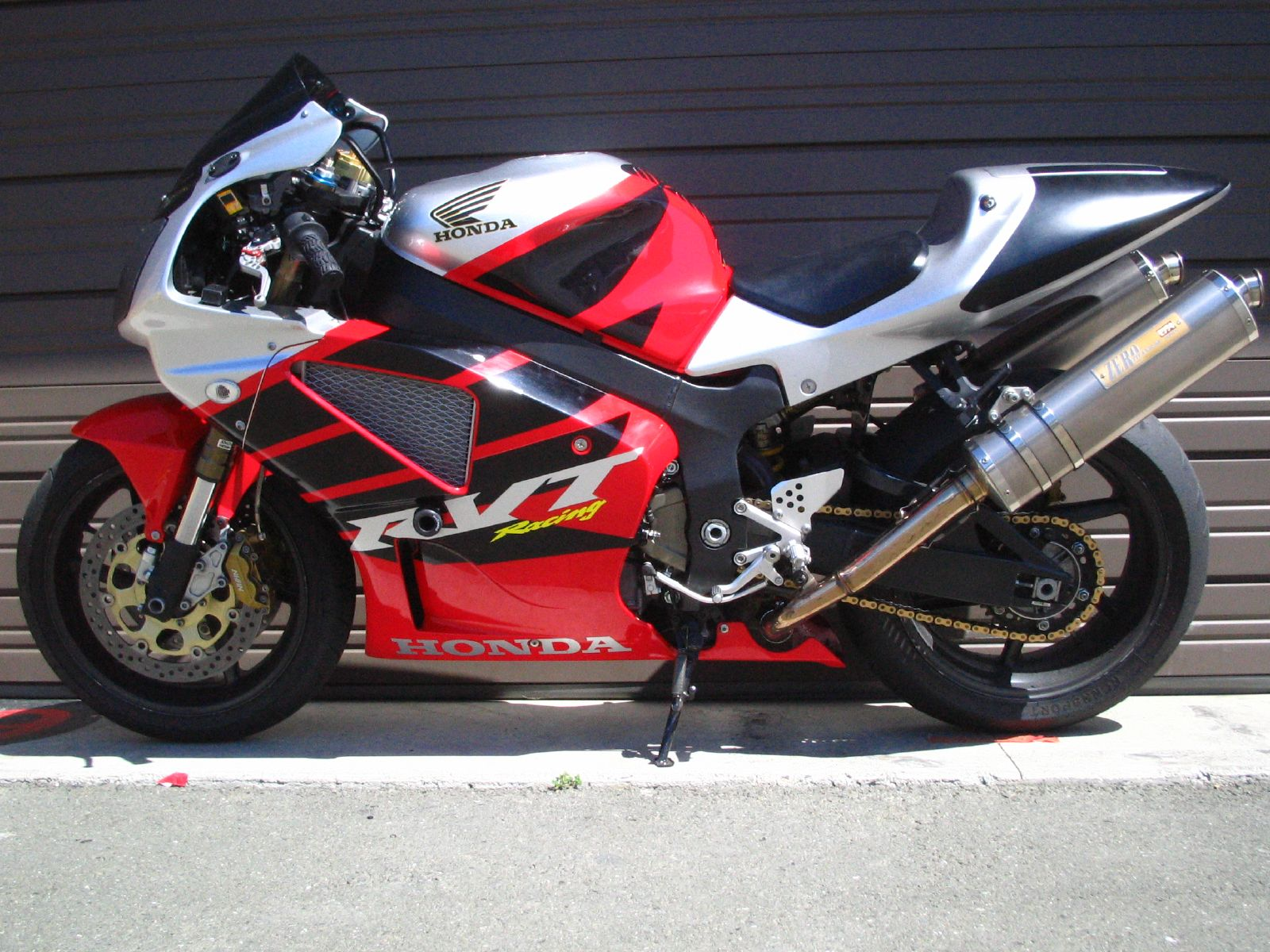
RVT1000R(RC51)

2000年及び2003年のみ販売 - 北米(カナダ)仕様で使われている名称である。スペック的には欧州仕様に準じるが、ウインカーやヘッドライト、リフレクターなど一部の保安基準部品等の変化がある。
- 見分けるポイント
  - カウルに書かれている「VTR Racing」が「RVT Racing」に変更になっていること
  - 登場当初からフレームやスイングアームが艶消し黒(マットブラック)で塗装されていたこと
  - カウル塗分けパターンがSP-1ではレッド１色にウイングマークがデザインされていたが、RVTでは同様なデザインとしつつもシルバーの差し色がアッパーカウルとシートカウルに施されている点である

先述の通り2000年販売モデルはVTR1000SP-1、2003年販売モデルはVTR1000 SP-2に準拠された構造・改良が行われ販売された。
ただし外見に関してはSP-1からSP-2にモデルチェンジした時のような車体カラーリングの変更は行われなかった。

### SPW

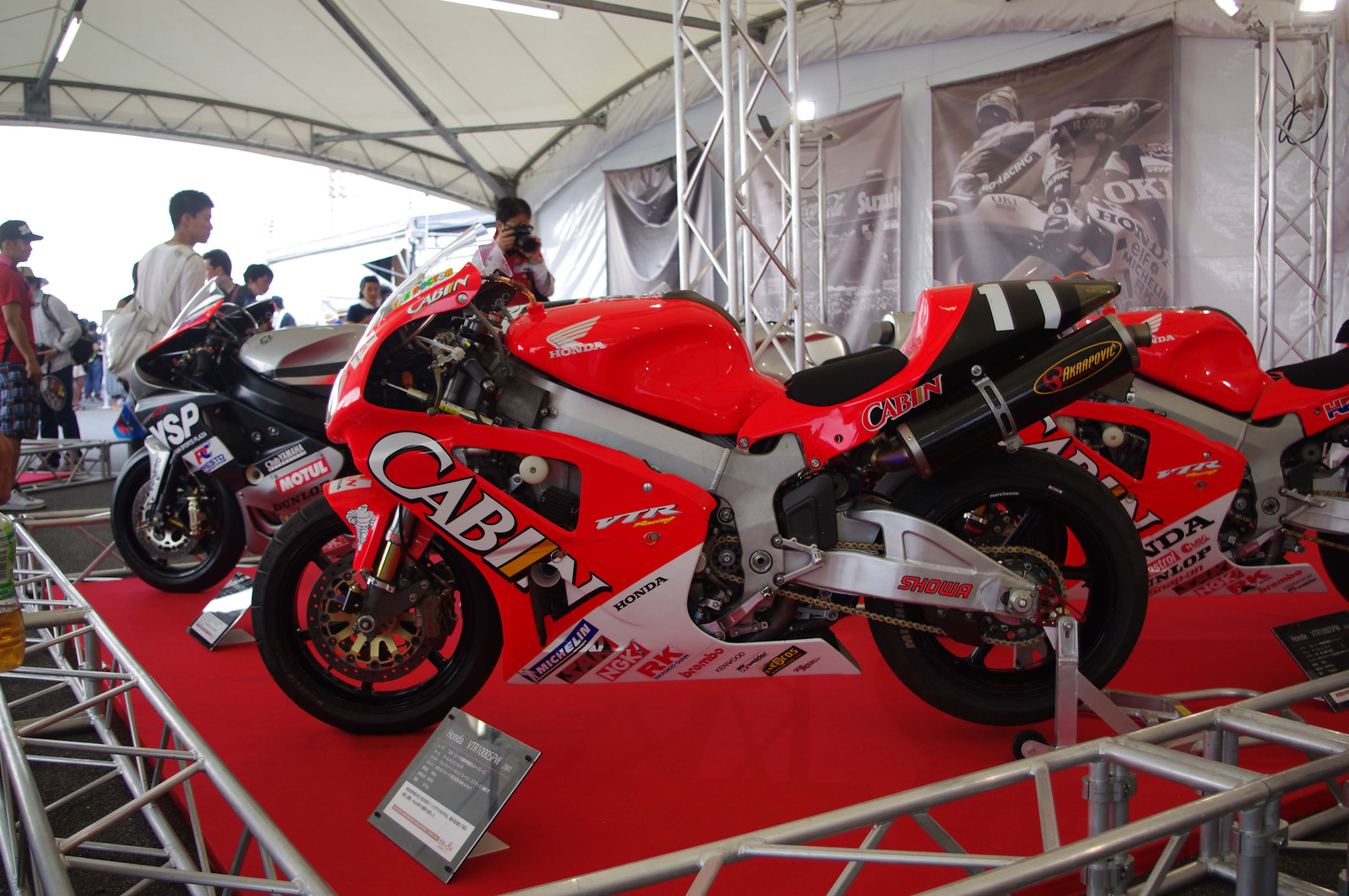
2001年鈴鹿8耐仕様(モデルコード:NWBC)

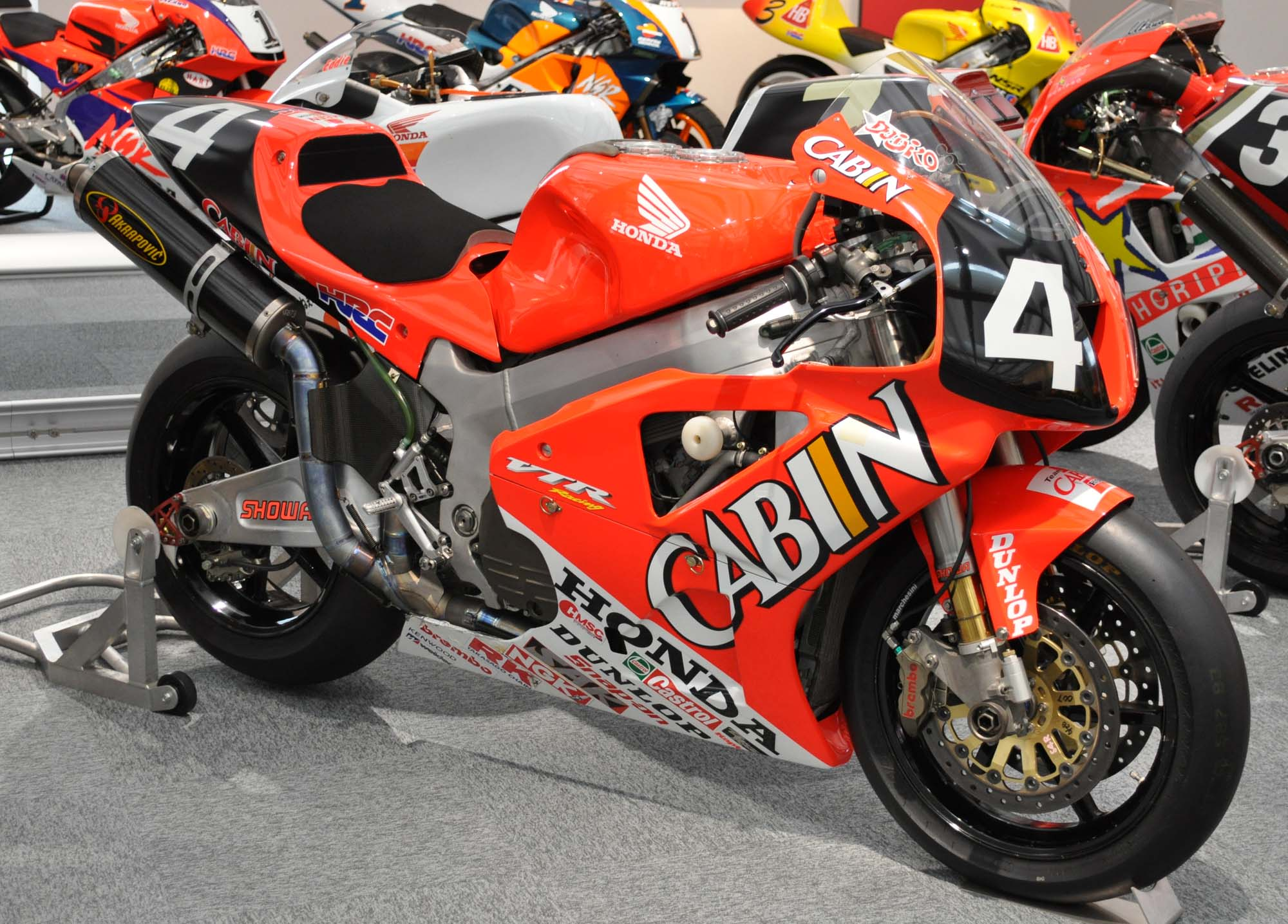
2000年鈴鹿8耐仕様(モデルコード:NWBB)

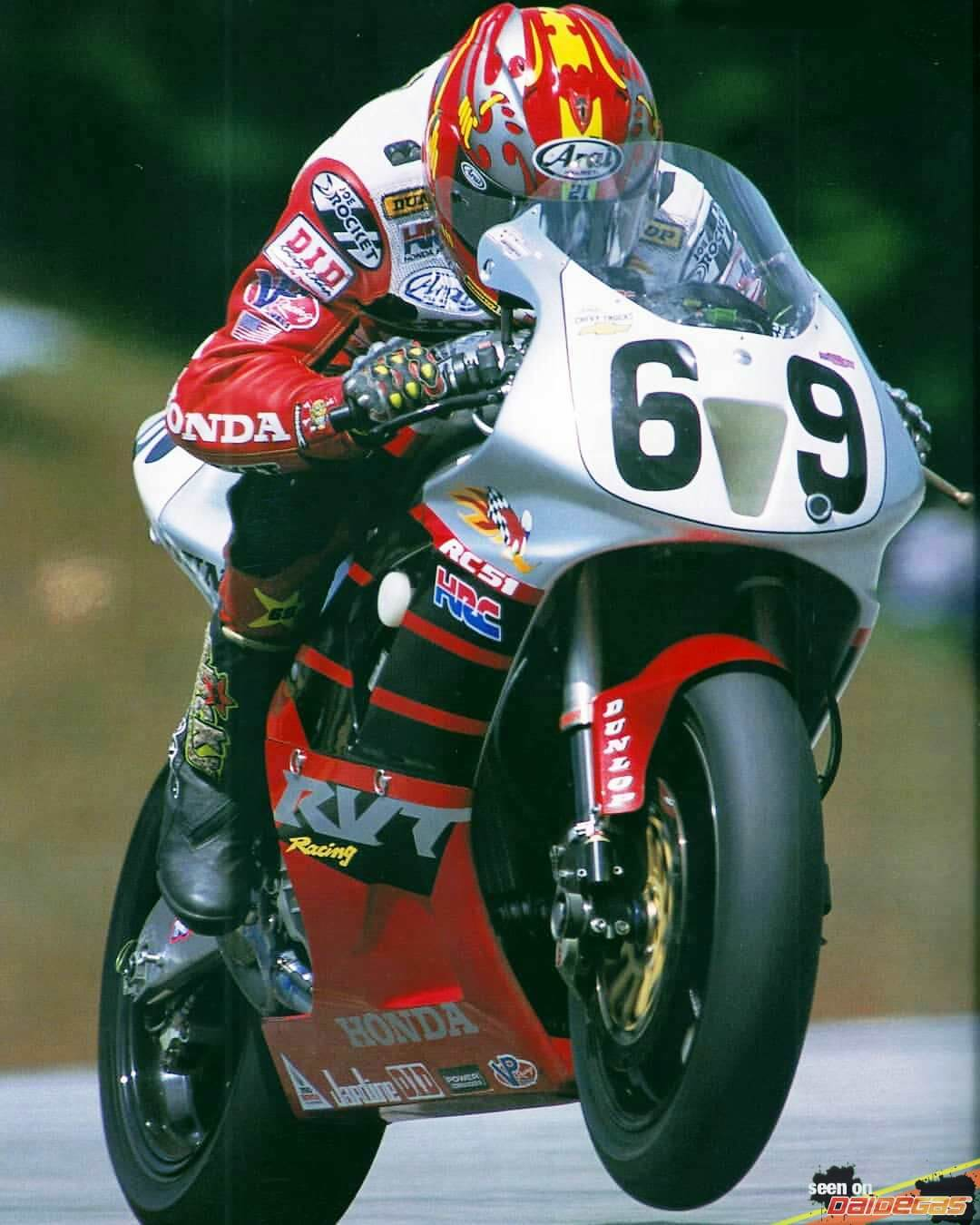
AMAスーパーバイク選手権仕様(RVT SPW)(モデルコード:NWBD)ライダー：ニッキー・ヘイデン

SPWはレーシングモデルのワークス仕様に付与されていた名称である。市販車とは違いHRC製のスペシャルマシンで、スーパーバイク世界選手権(SBK)用、世界耐久選手権(EWC)用、全日本ロードレース選手権用(スーパーバイククラス)、鈴鹿8時間耐久ロードレース(8耐スポット参戦)用、AMAスーパーバイク選手権用の5種類の仕様が存在した。市販車の特徴であるサイドラジエーターから大型のセンターラジエーター方式に変更することで荷重を前寄りにしV型エンジン特有のフロント荷重の不足を解消するとともにエンジン冷却効率も大幅に増加。後にレギュレーション変更で4気筒の排気量上限が1000ccまでに拡大された事から開発を終了しCBR1000RR(SC57)に引き継いだ(名称のWはワークスの頭文字のWorksから)。また、2000年のスーパーバイク世界選手権でのタイトルが、マフラーを供給していたアクラポビッチからは初の主要なレースでのタイトルでもある。
2000年にモデルコードNWBBが投入されて以降、以下で解説する改良が行われた。

#### 2000年モデル：NWBB
ル・マン24時間耐久ロードレース参戦仕様のみテルミニョーニ製2本出しマフラーを使用。

#### 2001年モデル：NWBC
カウル形状をSP-2形状のものに変更。シーズン途中でマフラーを1本出しモデルに変更したマシンも登場。この年の鈴鹿8耐から桜井ホンダにもSPWの供給を開始。

#### 2002年モデル：NWBD
フレームをSP-2ベース由来の剛性を見直したタイプに変更。AMAとSBKモデルではマフラーを1本出しタイプの物を採用したマシンも使用されていた。

#### 2003年モデル：NWBG
前年2002年の仕様をベースにマフラーを左右2本出しタイプの物に再度変更するなど各部の見直しを行った上で熟成を図った。この年は参戦したのがAMAと鈴鹿8耐のみで、スーパーバイク世界選手権はスポット参戦でのみ出場となった。またこの年がVTR1000 SPWの最終年となった。

#### レース戦績(優勝した主なレース)
- スーパーバイク世界選手権(SBK)
  - 2000年 コーリン・エドワーズ(カストロール・ホンダ)
  - 2002年 コーリン・エドワーズ(カストロール・ホンダ)

- AMAスーパーバイク選手権
  - 2002年 ニッキー・ヘイデン(チームアメリカンホンダ)

- 鈴鹿8時間耐久ロードレース
  - 2000年 宇川徹/加藤大治郎(チーム・キャビン・ホンダ)[10]
  - 2001年 バレンティーノ・ロッシ/コーリン・エドワーズ/鎌田学(チーム・キャビン・ホンダ)
  - 2002年 加藤大治郎/コーリン・エドワーズ(チーム・キャビン・ホンダ)
  - 2003年 生見友希雄/鎌田学(チーム・桜井ホンダ)
- デイトナ200マイルレース
  - 2002年 ニッキー・ヘイデン(チームアメリカンホンダ)
  - 2003年 ミゲール・デュハメル(チームアメリカンホンダ)
- FIM世界耐久選手権
  - 2001年　Wim Motors Racing
- ル・マン24時間耐久ロードレース
  - 2000年 セバスチャン・シャルパンティエ/ウィリアム・コステス/セバスチャン・ジムベール(チーム・ホンダモーター・ヨーロッパ)
- マン島TTレース
  - 2000年 ジョイ・ダンロップ(Vimto・ホンダ)

スーパーバイクカテゴリーのレギュレーションの大改定の結果、排気量制限・エンジン気筒数制限の問題が解消されたことにより2003年をもってVTRSPWとしてのレース活動をすべて終了し、後継投入車のCBR1000RRW(SC57)へ移行した。